# Mateusz Łęgowski
Mateusz Łęgowski (Brodnica, 2003. január 29. –) lengyel válogatott labdarúgó, a Pogoń Szczecin középpályása.

## Pályafutása

### Klubcsapatokban
Łęgowski a lengyelországi Brodnica városában született. Az ifjúsági pályafutását a Gol Brodnica és a Pogoń Szczecin csapatában kezdte, majd 2019-ben a spanyol Valencia akadémiájánál folytatta.
2021-ben debütált a Pogoń Szczecin első osztályban szereplő felnőtt csapatában. Először a 2021. augusztus 21-ei, Stal Mielec ellen 4–1-re megnyert mérkőzés 90+3. percében, Kamil Drygas cseréjeként lépett pályára. Első gólját 2022. március 4-én, a Radomiak ellen 4–0-ás győzelemmel zárult találkozón szerezte meg.

### A válogatottban
Łęgowski az U15-östől az U21-esig majdnem minden korosztályú válogatottban képviselte Lengyelországot.
2022-ben debütált a felnőtt válogatottban. Először a 2022. szeptember 22-ei, Hollandia ellen 2–0-ra elvesztett mérkőzés 86. percében, Piotr Zieliński cseréjeként lépett pályára.

## Statisztikák
2022. október 1. szerint
| Klub           | Szezon   | Osztály     | Bajnokság | Bajnokság | Kupa és Ligakupa | Kupa és Ligakupa | Nemzetközi | Nemzetközi | Összesen | Összesen |
| Klub           | Szezon   | Osztály     | Meccs     | Gól       | Meccs            | Gól              | Meccs      | Gól        | Meccs    | Gól      |
| -------------- | -------- | ----------- | --------- | --------- | ---------------- | ---------------- | ---------- | ---------- | -------- | -------- |
| Pogoń Szczecin | 2021–22  | Ekstraklasa | 19        | 1         | 0                | 0                | —          | —          | 19       | 1        |
| Pogoń Szczecin | 2022–23  | Ekstraklasa | 8         | 1         | 0                | 0                | 1          | 0          | 9        | 1        |
| Összesen       | Összesen | Összesen    | 27        | 2         | 0                | 0                | 1          | 0          | 28       | 2        |

### A válogatottban
| Válogatott    | Év       | Pályára lépés | Gól |
| ------------- | -------- | ------------- | --- |
| Lengyelország | 2022     | 1             | 0   |
| Összesen      | Összesen | 1             | 0   |